# Virág Zsolt
Virág Zsolt (Győr, 1969. június 3. –) magyar LMBT aktivista, a Szimpozion Egyesület ügyvivője.

## Tanulmányai
Középfokú tanulmányait a győri Révai Miklós Gimnáziumban végezte, majd 1993-ban a Miskolci Egyetem Gazdaságtudományi Karán gazdálkodási szakon szerzett közgazdai diplomát.

## Civil és közéleti tevékenysége
A Szimpozion Egyesület egyik alapító tagja, valamint 2002 óta ügyvivője. 2003 óta résztvevője a Melegség és megismerés iskolai programnak, 2008 óta ő az egyik programkoordinátor és az egyik önkéntesképző tréner. 2003-ban, majd 2007-2011 szervező az éves meleg fesztivál előkészítésében, lebonyolításában. 2007, 2008, 2009 években koordinálta a felvonulás biztosítását. 2006-ban a Szimpozion Egyesület ügyvivőjeként elindította a „Bújj elő!” kampányt, amelynek első lépéseként létrejött a www.melegvagyok.hu. 2008-ban a Magyar Demokratikus Charta egyik alapítója. A 2009-ben megalakult ernyőszervezet, a Magyar LMBT Szövetség egyik első alapító ügyvivője 2010-ig. 2009–2012 a Magyar Ellenállók és Antifasiszták Szövetsége - Összefogás a Demokráciáért elnökségi tagja, az általuk szervezett Demokrácia Akadémia szakmai igazgatóhelyettese.

## Díjak
- 2010 – Honvédelemért Kitüntető Cím III. fokozata[4]
- 2018 – Háttér-díj